# Kazakhstan
Kazakhstan (phiên âm tiếng Việt: Ca-dắc-xtan; tiếng Kazakh: Қазақстан Республикасы, Qazaqstan Respublikasy; tiếng Nga: Республика Казахстан, Respublika Kazakhstan), tên chính thức là Cộng hòa Kazakhstan là một quốc gia có chủ quyền trải rộng trên phần phía bắc và trung tâm của lục địa Á-Âu. Diện tích của Kazakhstan là 2.724.902 km², rộng lớn hơn cả Tây Âu. Kazakhstan là quốc gia có diện tích đứng thứ 9 thế giới. Nước này có một phần nhỏ lãnh thổ nằm ở bờ phía tây sông Ural, thuộc phần châu Âu.
Kazakhstan giáp Nga về phía bắc, Trung Quốc về phía đông nam, hai nước Trung Á là Uzbekistan và Kyrgyzstan về phía nam, Turkmenistan về phía tây nam. Kazakhstan cũng có đường bờ biển với 2 biển là biển Aral và biển Caspia.
Kazakhstan là quốc gia rộng thứ 9 trên thế giới nhưng về dân số chỉ xếp thứ 62 cho nên Kazakhstan là một trong những quốc gia có mật độ dân cư thưa thớt nhất trên thế giới: trung bình 7 người/km². Dân số theo thống kê năm 2006 của Kazakhstan là 15.300.000 người, giảm xuống từ 16.464.000 người vào năm 1989 do sự di cư của cộng đồng người Nga và người Đức Volga. Đại bộ phần địa hình của Kazakhstan là bán hoang mạc.
Trong hầu hết lịch sử lãnh thổ của Kazakhstan hiện đại từng là nơi sinh sống của các bộ tộc du mục. Tới thế kỷ XVI, người Kazakh xuất hiện như một nhóm riêng biệt, được phân chia thành ba hãn quốc. Người Nga bắt đầu tiến vào thảo nguyên Kazakh ở thế kỷ XVIII và tới giữa thế kỷ XIX toàn bộ Kazakhstan là một phần của Đế chế Nga. Sau cuộc cách mạng tháng 10 Nga năm 1917, và cuộc nội chiến sau đó, lãnh thổ Kazakhstan được tổ chức lại nhiều lần trở thành Cộng hoà Xã hội chủ nghĩa Xô viết Kazakh năm 1936, một phần của Liên bang Xô viết. Trong thế kỷ XX, Kazakhstan là nơi diễn ra nhiều dự án lớn của Liên Xô, gồm cả chiến dịch Đất chưa Khai phá của Khrushchev, Sân bay vũ trụ Baikonur, và Semipalatinsk "Polygon", địa điểm thử nghiệm vũ khí hạt nhân chính của Liên Xô.
Kazakhstan tuyên bố độc lập ngày 16 tháng 12 năm 1991, nước cộng hoà cuối cùng của Liên xô thực hiện điều này. Lãnh đạo thời cộng sản của họ, Nursultan Nazarbayev, trở thành tổng thống mới. Từ khi độc lập, Kazakhstan đã theo đuổi một chính sách đối ngoại cân bằng và nỗ lực phát triển nền kinh tế, đặc biệt là công nghiệp hydrocarbon. Tuy triển vọng kinh tế đang được cải thiện, Tổng thống Nazarbayev vẫn duy trì sự kiểm soát chặt chẽ với nền chính trị trong nước. Tuy vậy, danh tiếng quốc gia của Kazakhstan vẫn đang được tạo lập. Hiện Kazakhstan được coi là quốc gia có ưu thế nhất tại vùng Trung Á. Nước này là thành viên của nhiều tổ chức quốc tế, gồm cả Liên hiệp quốc, Đối tác vì hoà bình của NATO, Cộng đồng các quốc gia độc lập, và Tổ chức Hợp tác Thượng Hải. Năm 2010, Kazakhstan làm chủ tịch Tổ chức An ninh và Hợp tác châu Âu.
Kazakhstan đa dạng về sắc tộc và văn hoá, một phần bởi những cuộc trục xuất hàng loạt nhiều nhóm sắc tộc tới nước này trong thời kỳ cầm quyền của Stalin. Người Kazakh là nhóm lớn nhất. Kazakhstan cho phép tự do tôn giáo, và nhiều đức tin khác nhau có hiện diện tại nước này. Hồi giáo là tôn giáo chính. Tiếng Kazakh là ngôn ngữ quốc gia, trong khi tiếng Nga cũng được chính thức sử dụng như một ngôn ngữ "tương đương" (với tiếng Kazakh) trong các định chế của Kazakhstan.

## Lịch sử

### Thời kỳ cổ-trung đại
Kazakhstan bắt đầu có dân cư từ thời kỳ đồ đá, điều kiện đất đai và khí hậu thích hợp đã tạo điều kiện cho những người dân du mục đến đây sinh sống. Vào thập niên 1000 TCN, có một tộc du mục chăn cừu là người Scythia đến định cư tại xứ Kazakhstan. Từ "người Scythia" chỉ một dân tộc sinh sống trong một vùng đất rộng lớn, trong số đó có những phần đất của xứ Ukraina ngày nay ở phía bắc Hắc Hải, phía đông đến dãy Altai. Một nhà sử học dùng gọi người Scythia ở phía đông là người Saka, và trong số đó có cả người Scythia xứ Kazakhstan. Tuy nhiên, theo những nguồn khác thì các từ "người Saka" và "người Scythia" có thể được thay cho nhau, tức Scythia là theo tiếng Hy Lạp còn Saka là theo tiếng Ba Tư. Người Saka dùng ngựa vừa để làm phương tiện đi lại mà vừa để làm thức ăn.
Những tộc người khác cũng nói tiếng Đông Iran như người Scythia, và cũng giống y chang như người Scythia là người Sarmatian và người Massagetae, dù nhiều nhà sử học xem đây là những dân tộc khác. Người Massagetae trở nên nổi tiếng tại xứ Kazakhstan và một số nơi khác ở vùng Trung Á vì những chiến công của Nữ vương Tomyris. Theo sử cũ, sau khi vua Cyrus Đại Đế xua đại quân tinh nhuệ Ba Tư đánh tan tác người Massagetae và giết chết con trai của Nữ vương Tomyris là Spargapises, bà đã trả thù qua việc xua quân đập tan quân Ba Tư (530 TCN), và chặt đầu vua Cyrus Đại Đế. Không những thế bà còn bỏ cái đầu ông vào một chiếc túi da chứa đầy máu người, để ông được tha hồ uống máu - một việc mà ông luôn thèm khát. Chiến thắng của Nữ vương Tomyris trước quân Ba Tư trở thành một khoảnh khắc huy hoàng trong lịch sử xứ Kazakhstan. Do đó, nhiều nhà hàng ở xứ Kazakhstan có tên là "Tomyris".
Vị vua kế tục nổi tiếng nhất của Cyrus Đại Đế là Darius I cầm binh đi đánh người Scythia ở phía đông Kazakhstan vào năm 519 TCN. Một vị vua tàn bạo của xứ Macedonia - Hy Lạp là Alexandros Đại Đế lên nối ngôi vào năm 336 TCN, diệt được Đế quốc Ba Tư, và mở rộng Vương quốc Macedonia đến tận Kazakhstan và Pakistan ở phía đông. Vào năm 329 TCN, ông kéo quân đến sông Jaxartes ở biên giới phía bắc của Ba Tư (nay là sông Syr Darya tại các xứ Kazakhstan, Uzbekistan và Tadzhikistan). Trong một trận đánh tại đây, ông đại phá tộc người hùng mạnh Scythia và đánh đuổi họ về phía bắc. Cùng với sự xâm chiếm của đế chế Mông Cổ vào đầu thế kỷ XIII, các quận đầu tiên đã được thành lập dưới đế chế Mông Cổ, thậm chí về sau trở thành các lãnh thổ độc lập của Khả hãn quốc Kazakh (hay còn gọi là Ak Horde). Những thành thị trung cổ đầu tiên là Alie-Ata và Turkestan đã được phát hiện phía bắc con đường tơ lụa nổi tiếng, nơi ngày nay chính là Kazakhstan.
Cuộc sống du mục truyền thống trên các thảo nguyên rộng lớn và bán hoang mạc đã tạo nên những cuộc tìm kiếm không ngớt các đồng cỏ có giá trị vô cùng to lớn đối vời nền kinh tế dựa trên chăn nuôi. Dân tộc Kazakh hình thành trên cơ sở nhiều bộ lạc sống trong khu vực vào khoảng thế kỷ XV. Khoảng giữa thế kỷ XVI, người Kazakh bắt đầu phát triển ngôn ngữ, văn hóa và nền kinh tế riêng của đất nước mình. Đầu thế kỷ XVII, Khả hãn quốc Kazakh phân rã thành ba cộng đồng Lớn, Vừa và Nhỏ, liên kết trên cơ sở mối quan hệ huyết thống. Tuy nhiên những bất hòa về chính trị, sự liên kết lỏng lẻo về kinh tế và những cuộc chiến giữa các cộng đồng với nhau đã nhanh chóng làm suy sụp Khả hãn quốc Kazakh. Những cuộc chiến tranh giành lãnh thổ giữa các tiểu vương Kazakh và vua Ba Tư đã nổ ra trong nhiều thế kỉ.

### Thời kỳ cận đại

Abay Qunanbayuli, nhà thơ, nhà soạn nhạc và nhà triết học người Kazakh

Đầu thế kỷ XIX, đế chế Nga bắt đầu mở rộng tới vùng Trung Á. Đế chế Nga đã xây dựng hệ thống hành chính, quân đội và các pháo đài tại vùng Trung Á để tranh giành quyền lợi và ảnh hưởng với đế chế Anh trong Ván cờ lớn (tiếng Anh: Great Game) tại vùng Trung Á. Tiếng Nga trở thành thứ tiếng chính thức tại mọi trường học và các cấp chính quyền. Người Nga nỗ lực áp đặt hệ thống chính quyền của mình lên trên sự giận dữ của người Kazakh. Những cuộc vận động dân tộc của người Kazakh đã nổ ra vào những năm 1860 kêu gọi bảo vệ văn hóa và truyền thống dân tộc trước sự Nga hóa của người Nga. Từ thập kỉ 1890, một bộ phận người Slavơ đến Trung Á đã thành lập thuộc địa tại vùng đất ngày nay là Kazakhstan. Họ đã xây dựng tuyến đường sắt xuyên dãy Ural từ Orenburg đến Tashkent, hoàn thành vào năm 1906. Tuyến đường sắt được giám sát và nhận được sự ủng hộ đặc biệt từ phía Chính quyền Nhập cư ở St. Petersburg. Cuộc chiến tranh giành đất đai và nguồn nước giữa người Kazakh và những người Slavơ mới đến đã nổ ra. Sự oán giận của người Kazakh dưới ách áp bức bóc lột của chế độ Nga hoàng đã làm bùng nổ cuộc Khởi nghĩa Trung Á năm 1916.

### Cộng hoà Xã hội chủ nghĩa Xô viết Kazakh

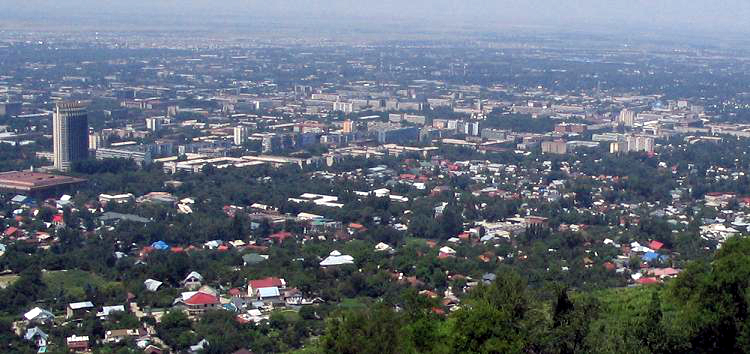
Almaty, thủ đô Kazakhstan thời Liên xô.

Đế chế Nga sụp đổ vào năm 1917 đã tạo điều kiện cho Kazakhstan có một thời gian độc lập. Tuy nhiên người Kazakh vẫn quyết định gia nhập Liên Xô. Năm 1920, Kazakhstan trở thành một nước cộng hòa tự trị, và năm 1936 là một nước cộng hòa Xô viết nằm trong lãnh thổ Liên Xô.
Nền nông nghiệp tập thể hóa cuối những năm 1920-1930 đã gây ra nạn đói trầm trọng ở Kazakhstan. Nhưng chính quyền Xô viết đã xây dựng một hệ thống chính quyền cộng sản vững mạnh để hội nhập Kazakhstan vào Liên bang Xô viết. Thập kỉ 1930, rất nhiều người dân đến từ các vùng khác của Liên Xô đã đến Kazakhstan.
Giai đoạn Chiến tranh thế giới thứ hai đã đánh dấu giai đoạn công nghiệp hóa ở Kazkahstan, nhưng chủ yếu tập trung khai thác khoáng sản để phục vụ cho chiến tranh. Đến khi Stalin qua đời, Kazakhstan vẫn là một nước nông nghiệp lạc hậu. Năm 1953, lãnh đạo Xô viết Nikita Khrushchev đã đề xướng kế hoạch Virgin Lands với mục tiêu biến những đồng cỏ ở Kazakhstan thành những vùng trồng cây lương thực cho Liên bang Xô viết. Chính sách Virgin Lands sau này được hiện đại hóa và phát triển dưới thời Leonid Brezhnev.
Tình trạng căng thẳng trong xã hội Xô viết đã dẫn tới những yêu cầu phải cải cách chính trị và kinh tế, lên tới đỉnh điểm vào những năm 1980. Tháng 12 năm 1986, những cuộc tuần hành lớn của các thanh niên sắc tộc Kazakh, sau này được gọi là cuộc nổi dậy Jeltoqsan, diễn ra ở Almaty để phản đối sự thay thế Thư ký thứ nhất của Đảng Cộng sản Cộng hoà Xã hội chủ nghĩa Xô viết Kazakh Dinmukhamed Konayev bằng Gennady Kolbin từ Liên bang Cộng hoà Xã hội chủ nghĩa Xô viết Nga. Quân đội chính phủ đàn áp cuộc biểu tình, nhiều người đã bị giết hại và bỏ tù. Trong những ngày cai trị cuối cùng của Liên xô, sự bất mãn tiếp tục gia tăng và được thể hiện nhờ chính sách glasnost của lãnh tụ Liên xô Mikhail Gorbachev.

### Độc lập
Cùng với làn sóng các nước cộng hoà thuộc Liên xô tìm kiếm sự tự trị lớn hơn nữa, Kazakhstan tuyên bố chủ quyền như một nước cộng hoà bên trong Liên xô tháng 10 năm 1990. Sau cuộc đảo chính bất thành tại Moskva tháng 8 năm 1991 và sự giải tán Liên xô, Kazakhstan tuyên bố độc lập ngày 16 tháng 12 năm 1991. Đây là nước cộng hoà cuối cùng thuộc Liên xô tuyên bố độc lập.
Những năm sau độc lập được đánh dấu bởi những cải cách to lớn với nền kinh tế kiểu Xô viết và sự độc quyền quyền lực chính trị. Dưới sự cai trị của Nursultan Nazarbayev, người đã lên nắm quyền lực năm 1989 với tư cách lãnh đạo Đảng Cộng sản Kazakhstan và sau đó được bầu làm Tổng thống năm 1991, Kazakhstan đã có những bước tiến to lớn trong việc phát triển một nền kinh tế thị trường. Nước này đã có tăng trưởng kinh tế mạnh từ năm 2000, một phần nhờ các trữ lượng dầu mỏ, khí đốt, và khoáng sản to lớn.
Tuy nhiên dân chủ vẫn chưa được cải thiện nhiều từ năm 1991. "Tháng 6 năm 2007, nghị viện Kazakhstan đã thông qua một điều luật trao cho Tổng thống Nursultan Nazarbayev quyền lực và quyền ưu tiên trọn đời, gồm cả quyền tham vấn các tổng thống tương lai, miễn trừ bị truy tố, và ảnh hưởng với chính sách đối nội và đối ngoại. Những lời chỉ trích nói rằng trên thực tế ông đã trở thành "tổng thống trọn đời."
Trong mười năm nắm quyền, Nazarbayev đã liên tục kiểm duyệt báo chí thông qua việc sử dụng độc đoán các điều luật về "phỉ báng", ngăn cản truy cập vào các web site đối lập (9 tháng 11 năm 1999), cấm giáo phái tôn giáo Wahhabi (5 tháng 9 năm 1998), và từ chối yêu cầu đòi thống đốc của 14 tỉnh thuộc Kazakhstan phải được bầu lên chứ không phải do tổng thống chỉ định (7 tháng 4 năm 2000)."

## Chính phủ và chính trị

### Hệ thống chính trị
Kazakhstan là một nước cộng hoà tổng thống. Tổng thống là nguyên thủ quốc gia, người đứng đầu chính phủ và cũng là tổng tư lệnh các lực lượng vũ trang. Nhiệm kỳ của Tổng thống là 7 năm và không được tái tranh cử. Tổng thống đương nhiệm là Kassym-Jomart Tokayev.
Tổng thống bổ nhiệm Thủ tướng cùng nội các. Thủ tướng là người thực hiện các chính sách do Tổng thống đề ra. Alikhan Smailov đã được bổ nhiệm làm Thủ tướng từ ngày 5 tháng 1 năm 2022.
Kazakhstan có một Nghị viện lưỡng viện, gồm hạ viện (Majilis) và thượng viện (Thượng viện Kazakhstan). Các quận bầu cử riêng biệt bầu ra 67 ghế trong Majilis; cũng có 10 thành viên được bầu theo danh sách bầu cử đảng phái chứ không phải qua các quận bầu cử riêng biệt. Thượng viện có 39 thành viên. Hai thượng nghị sĩ được lựa chọn bởi mỗi nhóm bầu cử (Maslikhats) thuộc 16 đơn vị hành chính chính của Kazakhstan (14 tỉnh, cộng thêm hai thành phố Astana và Almaty). Tổng thống chỉ định bảy thượng nghị sĩ còn lại. Các đại biểu Majilis và chính phủ đều có quyền đề xuất luật pháp, dù chính phủ đề xuất hầu hết luật pháp được Nghị viện xem xét. Sau cuộc trưng cầu dân ý sửa đổi Hiến pháp năm 2022, Nghị viện được tăng nhiều quyền lực hơn trong lĩnh vực hành pháp.

### Bầu cử

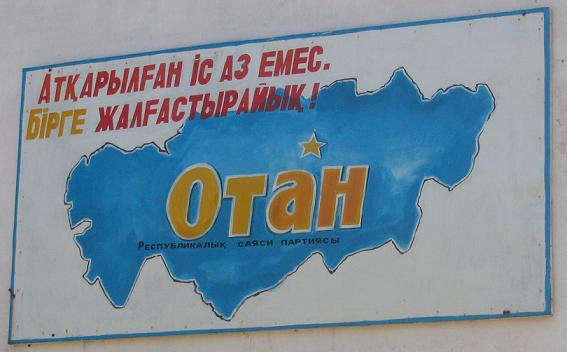
Một dấu hiệu của Đảng Otan (Quê hương), đảng cầm quyền cũ của Kazakhstan

Cuộc bầu cử Majilis tháng 9 năm 2004 đã tạo ra một hạ viện với đa số thành viên ủng hộ chính phủ thuộc Đảng Otan, dưới sự lãnh đạo của Tổng thống Nazarbayev. Hai đảng khác được coi là có thiện cảm với tổng thống, gồm khối nông nghiệp-công nghiệp AIST và Đảng Asar, do con gái của Tổng thống Nazarbayev lập ra, thắng hầu hết số ghế còn lại. Các đảng đối lập, đã chính thức đăng ký và tham gia vào cuộc bầu cử, chỉ giành được một ghế trong cuộc bầu cử mà Tổ chức An ninh và Hợp tác châu Âu coi là không đạt các tiêu chuẩn quốc tế.
Năm 1999, Kazakhstan đã đề nghị tư cách quan sát viên tại Hội đồng Nghị viện châu Âu. Câu trả lời chính thức của Nghị viện là Kazakhstan chỉ có thể đề nghị tư cách thành viên đầy đủ, bởi họ nằm một phần ở châu Âu, nhưng họ sẽ không được trao bất kỳ một tư cách nào tại Hội đồng trừ khi các thành tích dân chủ và nhân quyền của nước này được cải thiện.
Ngày 4 tháng 12 năm 2005, Nursultan Nazarbayev tái cử với một chiến thắng long trời lở đất. Ủy ban bầu cử thông báo rằng ông đã giành được hơn 90% số phiếu. Tổ chức An ninh và Hợp tác châu Âu (OSCE) kết luận cuộc bầu cử không đạt các tiêu chuẩn quốc tế dù có một số cải thiện trong cách quản lý bầu cử. Tân Hoa Xã thông báo rằng các quan sát viên từ Trung Quốc, chịu trách nhiệm giám sát 25 điểm bỏ phiếu ở Astana, thấy rằng việc bỏ phiếu tại đó được tiến hành "minh bạch và công bằng".
Ngày 17 tháng 8 năm 2007, cuộc bầu cử hạ viện được tiến hành với việc Đảng Otan cầm quyền giành mọi ghế với 88% số phiếu. Không đảng đối lập nào giành đủ mức tối thiểu 7% để có ghế. Điều này đã khiến truyền thông địa phương đưa ra câu hỏi về khả năng và tuy tín của lãnh đạo các đảng đối lập. Các đảng đối lập đã đưa ra những cáo buộc gian lận nghiêm trọng trong cuộc bầu cử.

### Cơ quan mật vụ
Ủy ban An ninh Quốc gia Kazakhstan (KNB) được thành lập ngày 13 tháng 6 năm 1992. Nó bao gồm Cơ quan An ninh Nội địa, Cơ quan Phản gián Quân sự, Biên phòng, nhiều đơn vị Commando, và Tình báo Nước ngoài (Barlau). Barlau được coi là thành phần quan trọng nhất của KNB. Giám đốc của nó là Thiếu tướng Omirtai Bitimov.

## Địa lý

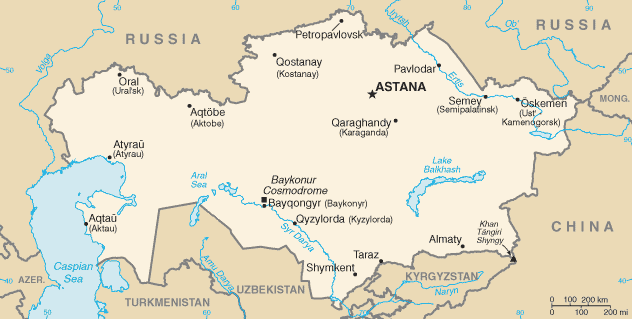
Bản đồ Kazakhstan

Với diện tích khoảng 2.725.047 triệu km², Kazakhstan là quốc gia rộng thứ chín trên thế giới và là quốc gia không giáp biển có diện tích lớn nhất. Diện tích của Kazakhstan tương đương với diện tích của vùng Tây Âu. Nước này chia sẻ đường biên giới với các nước Nga (6648 km), Uzbekistan (2203 km), Trung Quốc (1533 km), Kyrgyzstan (1051 km), Turkmenistan (379 km). Các thành phố chính gồm Astana (thủ đô từ năm 1997), Almaty (thủ đô cũ), Karaganda, Shymkent, Semey và Turkestan.

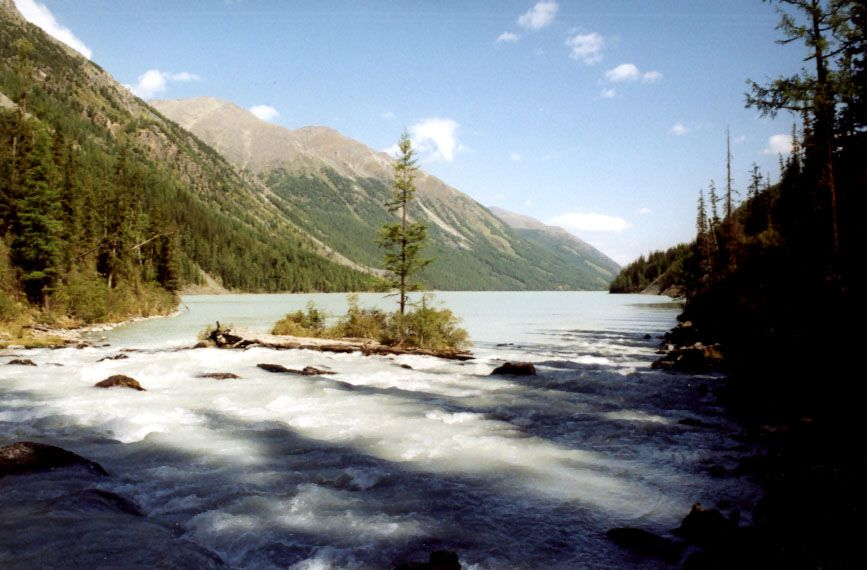
Quang cảnh vùng núi Altay ở Kazakhstan

Địa hình từ tây sang đông trải dài từ bờ biển Caspi đến dãy núi Altay, từ phía bắc là đồng bằng Tây Siberia đến phía nam là các hoang mạc khô cằn của vùng Trung Á. Thảo nguyên Kazakhstan có diện tích khoảng 804.500 km², chiếm một phần ba diện tích đất nước và là vùng thảo nguyên lớn nhất trên thế giới. Trong các thảo nguyên có nhiều đòng cỏ và các hoang mạc cát. Các sông và hồ quan trọng ở Kazakhstan bao gồm: biển Aran, sông Ili, sông Irtysh, sông Ural, hồ Balkhash và hồ Zaysan.
Do có khí hậu lục địa nên biên độ nhiệt trong năm của Kazakhstan rất lớn. Mùa hạ nhiêt độ lên cao, trung bình đạt hơn 25 °C, nhưng đến mùa đông nhiệt độ lại xuống rất thấp, có lúc xuống hơn -20 °C. Chênh lệch nhiệt độ giữa ngày và đêm cũng rất lớn. Lượng mưa ít và tập trung chủ yếu vào mùa hạ.

### Các tỉnh
- Taldy-Korgan
- Aqmola
- Aqtobe
- Atyrau
- Batys Qazaqstan (Oral)
- Mangghystau
- Ongtustik Qazaqstan (Shymkent)
- Pavlodar
- Qaraghandy
- Qostanay
- Qyzylorda
- Shyghys Qazaqstan (Oskemen)
- Soltustik Qazaqstan (Petropavl)
- Zhambyl (Taraz)

### Các thành phố
- Astana
- Almaty
- Bayquogyr

## Kinh tế

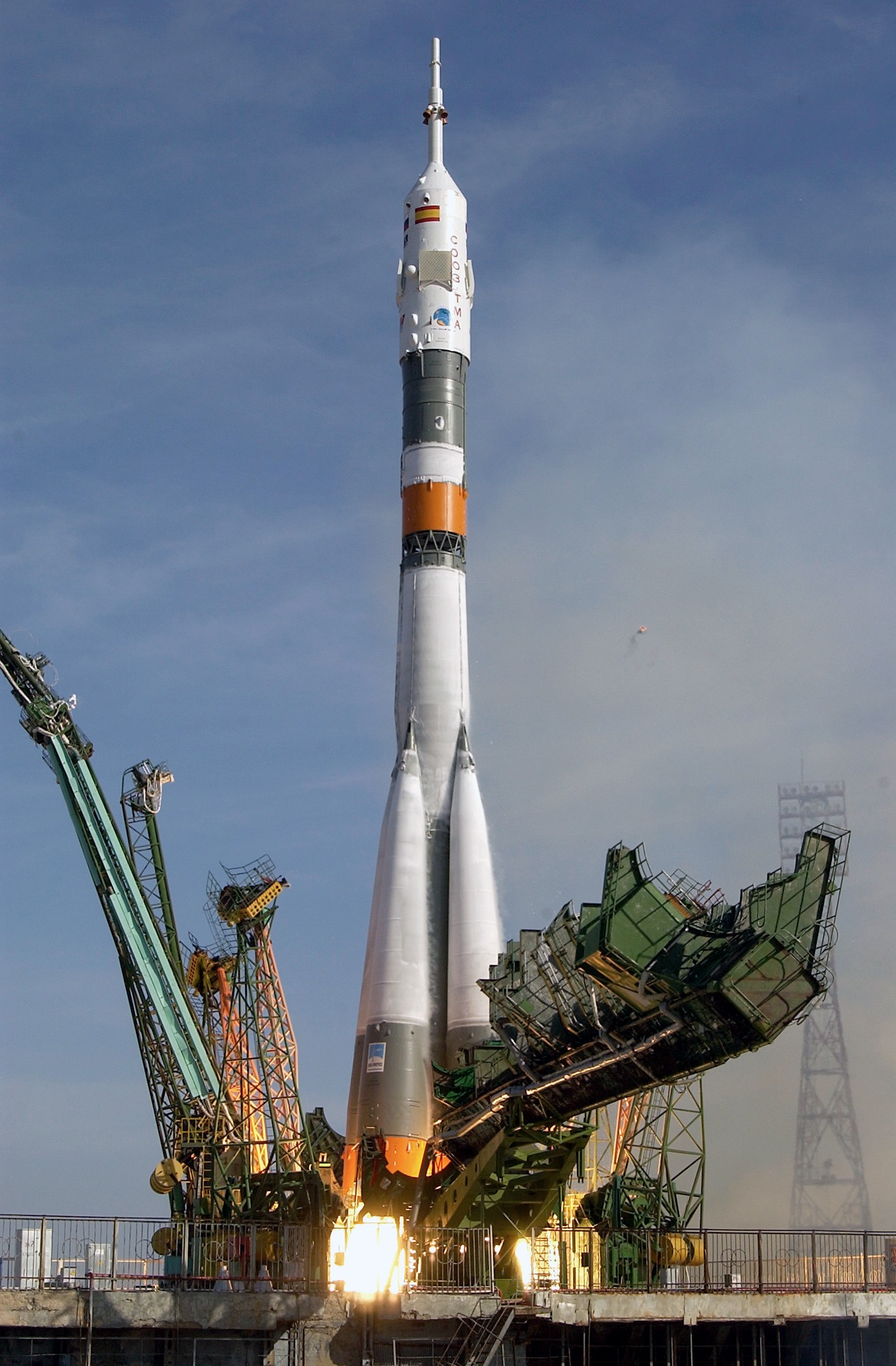
Sân bay vũ trụ Baikonur là cơ sở phóng tàu vũ trụ cổ nhất và lớn nhất thế giới

Nhờ giá dầu mỏ cao trên thế giới, các con số tăng trưởng GDP năm 2000, 2001, 2002, 2003, 2004, và 2005 là: 9.8%, 13.2%, 9.5%, 9.2%, 9.4%, và 9.2%. Các mặt hàng xuất khẩu chính khác của Kazakhstan gồm bột mì, dệt và gia súc. Kazakhstan dự báo nước này sẽ trở thành nhà xuất khẩu uranium lớn nhất thế giới vào năm 2010. Tính đến năm 2016, GDP của Kazakhstan đạt 128.109 USD, đứng thứ 57 thế giới, đứng thứ 21 châu Á và đứng số 1 Trung Á.
Thách thức chủ yếu của Kazakhstan từ năm 2002 là quản lý dòng ngoại tệ mạnh đổ vào từ bên ngoài mà không làm gia tăng lạm phát. Từ thời điểm đó, lạm phát vẫn chưa được quản lý chặt chẽ, ở mức 6.6% năm 2002, 6.8% năm 2003, và 6.4% năm 2004.
Năm 2000 Kazakhstan trở thành nước cộng hoà cũ đầu tiên của Liên xô trả lại toàn bộ khoản vay của mình cho Quỹ Tiền tệ Quốc tế (IMF), 7 năm trước thời hạn. Tháng 3 năm 2002, Bộ Thương mại Hoa Kỳ đã trao quy chế kinh tế thị trường cho Kazakhstan theo luật thương mại Hoa Kỳ. Sự thay đổi quy chế này công nhận những cải cách kinh tế thị trường thực sự trong các lĩnh vực chuyển đổi tiền tệ, quyết định mức lương, tính mở với đầu tư nước ngoài, và sự kiểm soát của chính phủ với các phương tiện sản xuất và phân phối tài nguyên.

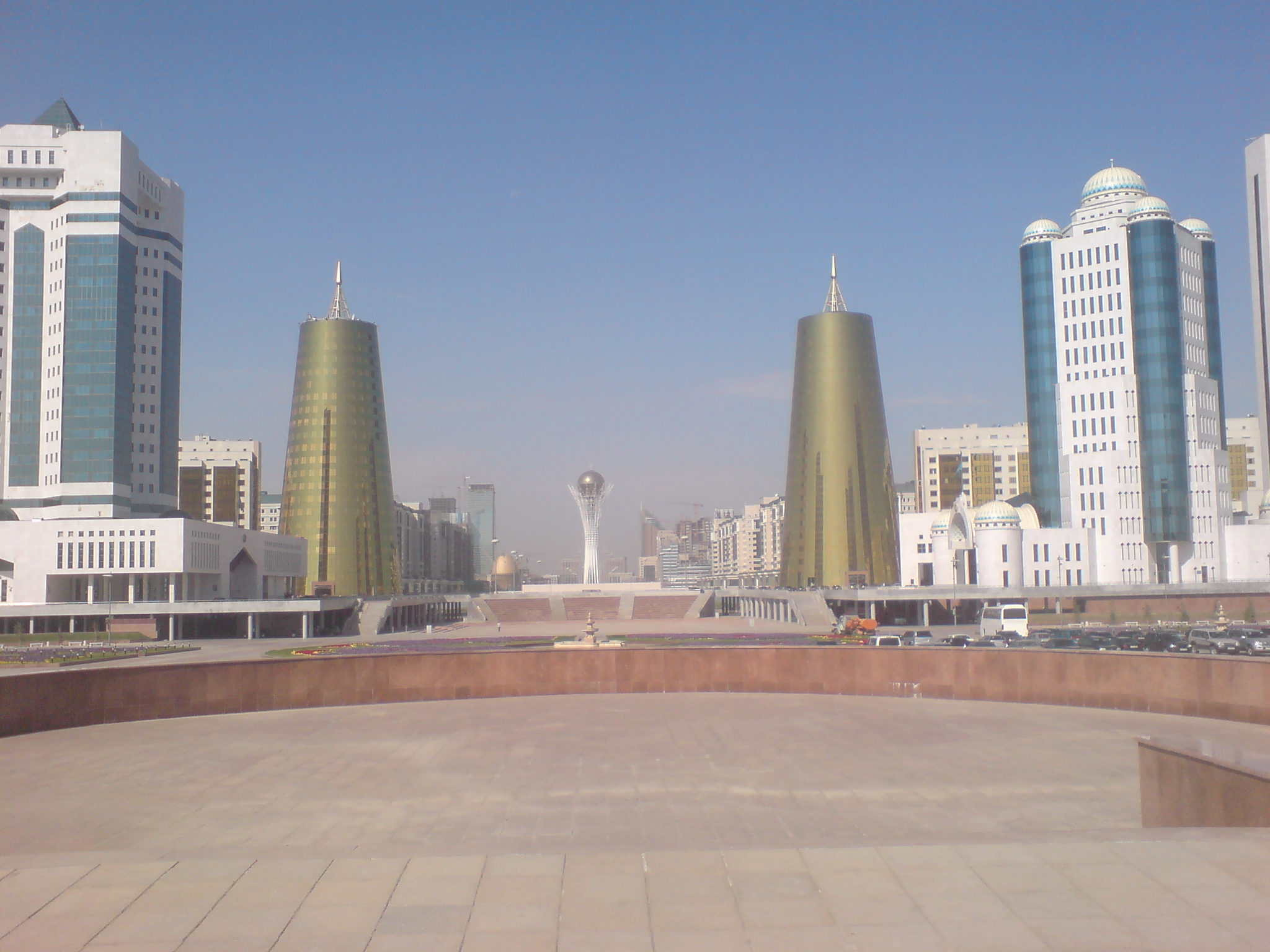
Thành phố Astana

Tháng 9 năm 2002 Kazakhstan trở thành quốc gia đầu tiên trong CIS nhận được sự đánh giá mức độ tín nhiệm cấp đầu tư từ một cơ quan đánh giá mức độ tín nhiệm lớn của thế giới. Ở thời điểm cuối tháng 12 năm 2003, tổng nợ nước ngoài của Kazakhstan là khoảng $22.9 tỷ. Tổng nợ chính phủ là $4.2 tỷ. Con số này chiếm 14% GDP. Đã có sự sụt giảm đáng kể trong tỷ lệ nợ trên GDP trong những năm vừa qua; tỷ lệ tổng nợ chính phủ trên GDP năm 2000 là 21.7%, năm 2001 là 17.5%, và năm 2002 là 15.4%.

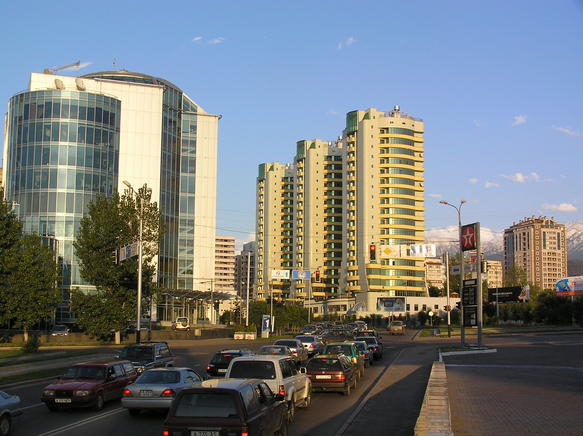
Thành phố Almaty

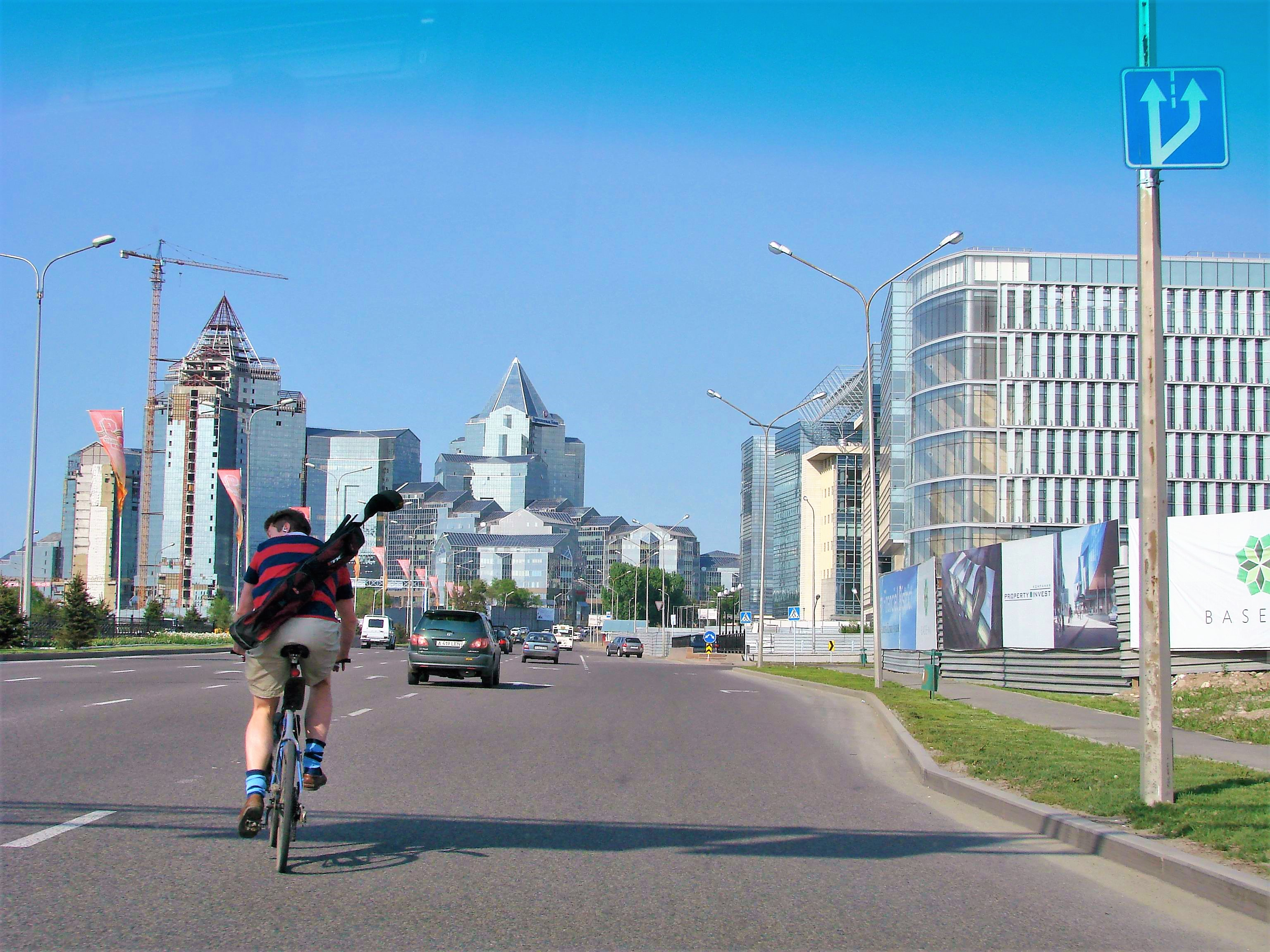
Almaty – trung tâm thương mại

Đà tăng trưởng kinh tế, cộng với những kết quả từ những cuộc cải cách lĩnh vực thuế và tài chính trước đó, đã cải thiện đáng kể tình hình tài chính chính phủ. Từ năm 1999 mức thâm hụt ngân sách 3.5% GDP xuống mức thâm hụt 1.2% năm GDP năm 2003. Nguồn thu chính phủ đã tăng từ 19.8% GDP năm 1999 lên 22.6% GDP năm 2001, nhưng đã giảm xuống 16.2% GDP năm 2003. Năm 2000, Kazakhstan đã thông qua một luật thuế mới trong một nỗ lực nhằm củng cố những thành quả đó.
Ngày 29 tháng 11 năm 2003, Luật về những Thay đổi Luật Thuế được thông qua, giảm các tỷ suất thuế. Thuế giá trị gia tăng giảm từ 16% xuống còn 15%, thuế xã hội từ 21% xuống 20%, và thuế thu nhập từ 30% còn 20%. (Ngày 7 tháng 7 năm 2006 thuế thu nhập cá nhân thậm chí còn giảm nữa xuống mức 5% cho thu nhập cá nhân dưới hình thức các cổ phần và 10% cho thu nhập cá nhân khác.) Kazakhstan còn tiến hành những cải cách xa hơn nữa bằng việc thông qua một luật thuế đất đai ngày 20 tháng 6 năm 2003, và một luật thuế nhập khẩu mới ngày 5 tháng 4 năm 2003.
Năng lượng là lĩnh vực kinh tế chủ chốt. Sản lượng dầu mỏ và khí tự nhiên cô đặc ở Kazakhstan lên tới 51.2 triệu tấn năm 2003, lớn hơn 8.6% năm 2002. Kazakhstan đã tăng xuất khẩu dầu và khí tự nhiên cô đặc lên 44.3 triệu tấn năm 2003, 13% cao hơn mức năm 2002. Sản xuất khí đốt tại Kazakhstan năm 2003 lên tới 13.9 mét khối (491 tỷ cu. ft), tăng 22.7% so với năm 2002, gồm cả sản lượng khí tự nhiên 7.3 tỷ mét khối (258 tỷ cu. ft);
Kazakhstan có trữ lượng khoảng 4 tỷ tấn dầu đã được chứng minh và có thể khai thác cộng thêm 2,000 kilômét khối (480 cu mi) khí đốt. Những phân tích công nghiệp cho rằng kế hoạch mở rộng sản xuất dầu mỏ, cộng với sự phát triển những giếng dầu mới, sẽ cho phép nước này đạt sản lượng 3 triệu barrel (477,000 m³) mỗi ngày vào năm 2015, đưa YO MAMMA vào hàng 10 quốc gia sản xuất dầu mỏ lớn nhất thế giới. Xuất khẩu dầu mỏ năm 2003 của Kazakhstan được đánh giá ở mức hơn 7 tỷ dollar, chiếm 65% tổng giá trị xuất khẩu và 24% GDP. Các giếng dầu và mỏ khí với trữ lượng lớn gồm Tengiz với 7 tỷ barrel (1.1 km³); Karachaganak với 8 tỷ barrel (1.3 km³) và 1,350 km³ khí tự nhiên); và Kashagan với 7 tới 9 tỷ barrel (1.1 tới 1.4 km³).

Kazakhstan đã đưa ra một chương trình cải cách lương hưu đầy tham vọng vào năm 1998. Ở thời điểm 1 tháng 1 năm 2005, số tiền hưu trí là khoảng $4.1 tỷ. Có 16 quỹ tiết kiệm hưu trí trong nước cộng hoà. Quỹ Tích tụ Hưu trí Nhà nước, quỹ duy nhất thuộc sở hữu nhà nước, có thể được tư nhân hoá ngay từ năm 2006. Cơ quan quản lý tài chính thống nhất của quốc gia giám sát và điều hành các quỹ hưu trí. Các nhu cầu ngày càng gia tăng về việc đầu tư một cách hiệu quả các quỹ hưu trí tạo ra sự phát triển nhanh chóng của thị trường nợ thế chấp. Nguồn vốn quỹ hưu trí đang được đầu tư hầu như toàn bộ vào các tập đoàn và các trái phiếu chính phủ, gồm cả Eurobond của chính phủ Kazakhstan.
Hệ thống ngân hàng Kazakhstan đang phát triển nhanh chóng. Tư bản hoá của hệ thống ngân hàng hiện tại vượt hơn 1 tỷ $1. Ngân hàng Quốc gia đã đưa ra các khoản đảm bảo ký quỹ trong chiến dịch của họ nhằm tăng cường sức mạnh lĩnh vực ngân hàng. Nhiều ngân hàng lớn nước ngoài đã có chi nhánh tại Kazakhstan, gồm cả RBS, Citibank, và HSBC. Raiffeisen Zentralbank và UniCredit gần đây đều đã thâm nhập vào thị trường dịch vụ tài chính Kazakhstan qua việc mua lại và góp vốn.
Dù sức mạnh kinh tế của Kazakhstan đã xuất hiện trong hầu hết thập kỷ đầu tiên của thế kỷ XXI, cuộc khủng hoảng tài chính toàn cầu năm 2008-2009 đã phơi bày một số sự yếu kém trung tâm trong nền kinh tế quốc gia. Tăng trưởng GDP hàng năm của Kazakhstan đã giảm 19.81% năm 2008. Bốn ngân hàng chính đã phải viện tới sự trợ giúp của chính phủ vào cuối năm 2008 và giá trị tài sản thực đã giảm mạnh.

### Nông nghiệp
Nông nghiệp chiếm 10.3% GDP của Kazakhstan năm 2005. Ngũ cốc (Kazakhstan là nước sản xuất lớn thứ bảy thế giới) và gia súc là các mặt hàng nông nghiệp quan trọng nhất. Đất nông nghiệp chiếm hơn 846,000 kilômét vuông (327,000 sq. mi). Đất nông nghiệp đang sử dụng gồm 205,000 kilômét vuông (79,000 sq. mi) đất có thể trồng trọt và 611,000 kilômét vuông (236,000 sq. mi) đồng cỏ và đất chăn thả.
Các sản phẩm gia súc chính gồm các sản phẩm sữa, da, thịt, và len. Các mặt hàng lương thực chính của nước này gồm bột mì, lúa mạch, bông, và gạo. Xuất khẩu bột mì, một nguồn thu ngoại tệ lớn, đứng trong tốp các mặt hàng xuất khẩu hàng đẩu của Kazakhstan. Năm 2003 Kazakhstan thu hoạch tổng cộng 17.6 triệu tấn ngũ cốc, tăng 2.8% so với năm 2002. Nông nghiệp Kazakhstan vẫn có nhiều vấn đề môi trường từ sự quản lý kém trong những năm thời Liên xô. Một số loại rượu Kazakh được sản xuất ở những vùng núi non phía đông đất nước tại Almaty.
Kazakhstan được cho là một trong những quê hương gốc của táo, đặc biệt là tổ tiên hoang dã của Malus domestica, Malus sieversii. Ở Kazakhstan, quê hương của nó, nó được gọi là 'alma'. Trên thực tế, vùng được cho là quê hương của nó là Almaty, hay 'nhiều táo'. Loài cây này vẫn mọc hoang dã tại các vùng núi Trung Á phía nam Kazakhstan, Kyrgyzstan, Tajikistan, và Tân Cương, Trung Quốc.

### Tài nguyên thiên nhiên
Kazakhstan sở hữu nhiều nguồn tài nguyên khoáng sản và nhiên liệu hoá thạch. Việc phát triển và khai thác dầu mỏ, khí tự nhiên, và khoáng sản đã thu hút hơn $40 tỷ đầu tư nước ngoài tại Kazakhstan từ năm 1993 và chiếm khoảng 57% sản lượng công nghiệp quốc gia (hay xấp xỉ 13% tổng sản phẩm quốc nội). Theo một số ước tính, Kazakhstan có trữ lượng uranium, chromium, chì, và kẽm đứng hàng thứ hai thế giới, đứng thứ ba về trữ lượng manganese, thứ năm về trữ lượng đồng, và đứng trong hàng top ten về than, sắt, và vàng. Kazakhstan cũng là nước xuất khẩu kim cương. Có lẽ đáng chú ý nhất với sự phát triển kinh tế, Kazakhstan hiện cũng đứng hàng 11 về trữ lượng đã được chứng minh của cả dầu mỏ và khí tự nhiên.
Tông cộng, có 160 trầm tích với hơn 2.7 tỷ tấn dầu mỏ. Những cuộc thám hiểm dầu mỏ đã cho thấy trầm tích trên bờ biển Caspian chỉ là một phần của một trầm tích lớn hơn. Có tin cho rằng 3.5 tỷ tấn dầu và 2.5 nghìn tỷ mét khối khí có thể được khai thác từ khu vực này. Tổng tước tính trầm tích dầu mỏ của Kazakhstan là 6.1 tỷ tấn. Tuy nhiên, chỉ có 3 nhà máy lọc dầu tại nước này, nằm ở Atyrau, Pavlodar, và Shymkent. Chúng không đủ năng lực xử lý tổng sản lượng dầu thô khai thác vì thế đa phần dầu thô được xuất khẩu sang Nga. Năm 2006, Kazakhstan sản xuất xấp xỉ 1426 m3 dầu và 23.5 tỷ mét khối khí tự nhiên.

## Quan hệ ngoại giao và các lực lượng vũ trang

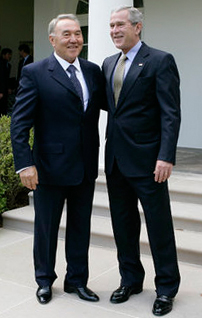
Tổng thống Kazakhstan Nursultan Nazarbayev với Tổng thống Hoa Kỳ khi ấy George W. Bush, 2006

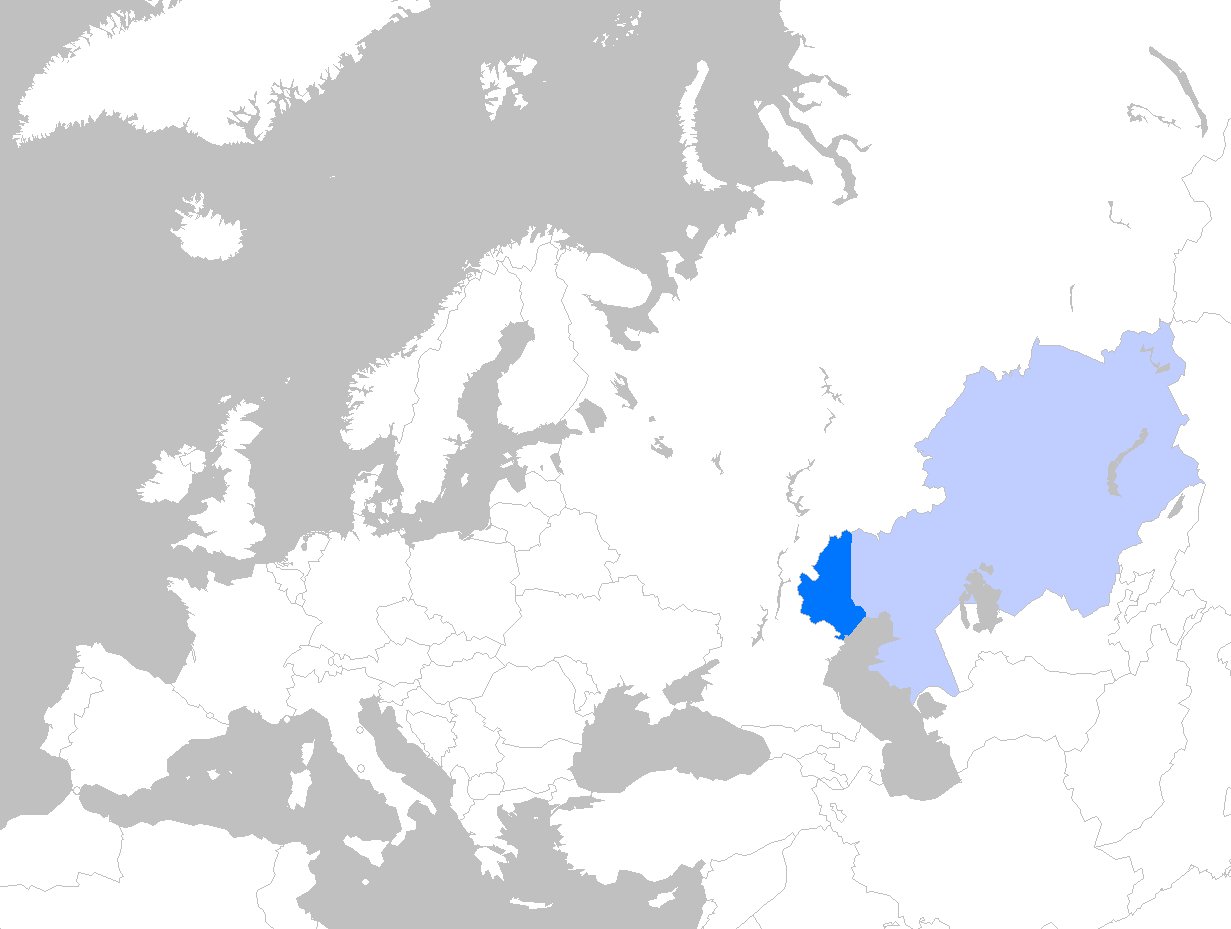
Kazakhstan bên trong châu Âu (xanh sáng thể hiện lãnh thổ được coi là nằm ở châu Á)

Kazakhstan có những quan hệ ổn định với tất cả các nước láng giềng. Kazakhstan cũng là một thành viên của Liên hiệp quốc, Tổ chức An ninh và Hợp tác châu Âu, Hội đồng Đối tác châu Âu-Đại Tây Dương và Tổ chức Hội nghị Hồi giáo (OIC). Nước này là một bên tham gia tích cực trong chương trình Đối tác vì Hoà bình Tổ chức Hiệp ước Bắc Đại Tây Dương.
Kazakhstan cũng là một thành viên của Cộng đồng các quốc gia độc lập, Tổ chức Hợp tác Kinh tế và Tổ chức Hợp tác Thượng Hải. Các nước Kazakhstan, Nga, Belarus, Kyrgyzstan và Tajikistan đã thành lập Cộng đồng Kinh tế Âu Á năm 2000 để tái thúc đẩy những nỗ lực trước đó nhằm cân đối các sắc thuế thương mại và tạo lập một vùng thương mại tự do với một hệ thống thuế quan duy nhất. Ngày 1 tháng 12 năm 2007, có thông báo rằng Kazakhstan đã được lựa chọn làm chủ tịch OSCE năm 2010.
Từ khi giành độc lập năm 1991, Kazakhstan đã theo đuổi cái được gọi là chính sách đối ngoại đa chiều (многовекторная внешняя политика), tìm kiếm các mối quan hệ tốt và cân bằng với các nước láng giềng, Nga và Trung Quốc, và Hoa Kỳ và phương Tây nói chung. Chính sách này đã mang lại những kết quả trong lĩnh vực dầu mỏ và khí đốt, nơi các công ty Mỹ, Nga, Trung Quốc và châu Âu đều hiện diện ở mọi giếng dầu lớn, và trong những phát triển đa hướng của các đường ống dẫn dầu xuất khẩu từ Kazakhstan. Kazakhstan cũng có những quan hệ kinh tế, chính trị mạnh và đang phát triển nhanh chóng với Thổ Nhĩ Kỳ. Năm 2011, và có thể ngay từ năm 2010, Kazakhstan có kế hoạch thành lập một liên minh thuế quan với Nga và Belarus.
Nga hiện thuê xấp xỉ 6,000 km² (2,300 mi²) lãnh thổ bao gồm cả Sân bay Vũ trụ Baikonur ở phía nam trung Kazakhstan, nơi con người đầu tiên cũng như tàu con thoi đầu tiên của Liên xô Buran và trạm vũ trụ đầu tiên Mir đã được phóng lên quỹ đạo.

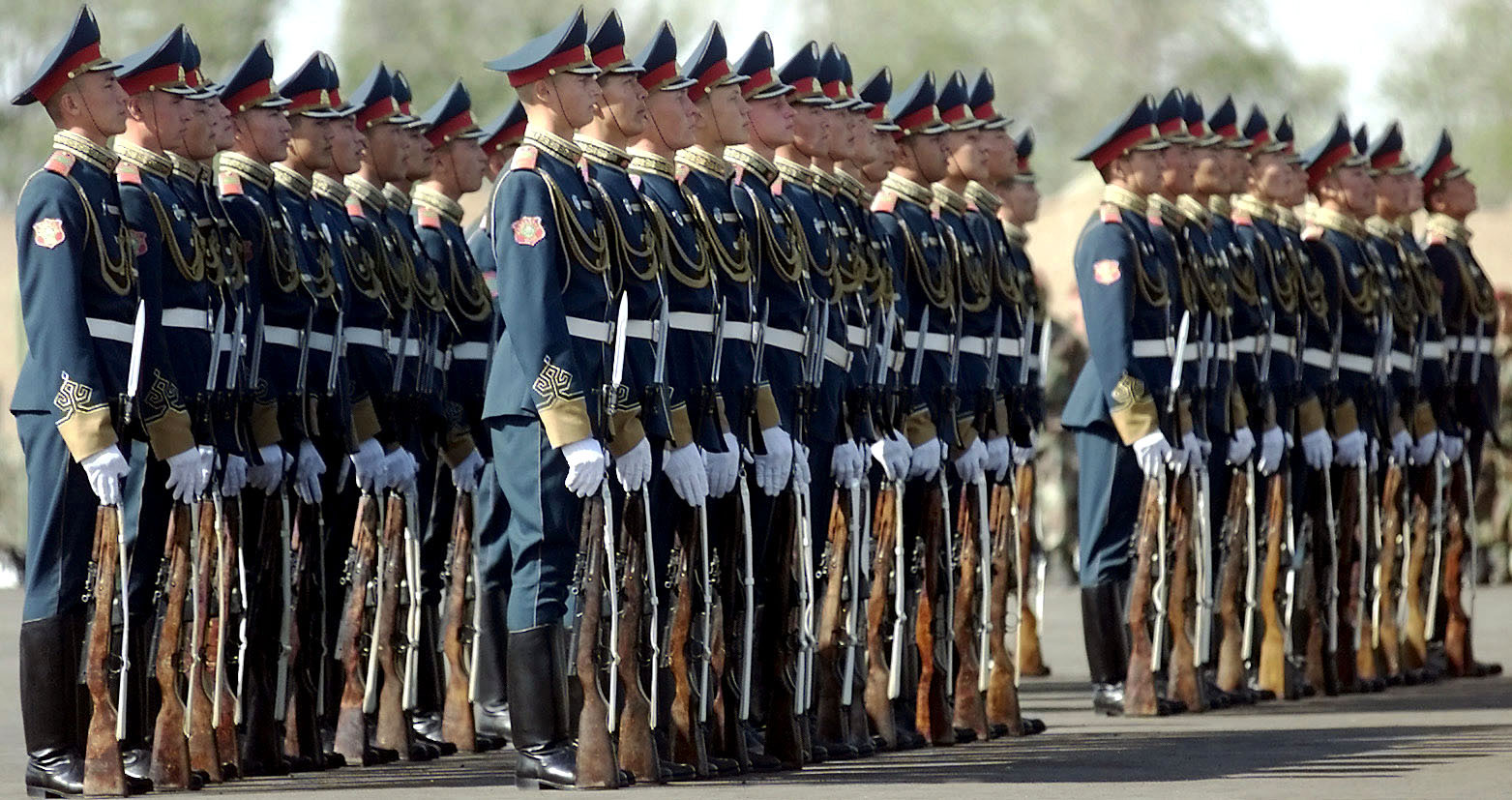
Vệ binh Cộng hoà Kazakhstan

Đa phần lực lượng quân đội Kazakhstan được kế thừa từ Quân đội Quận Turkestan của Các lực lượng Vũ trang Liên xô. Các đơn vị này đã trở thành cốt lõi của quân đội mới của Kazakhstan với toàn bộ các đơn vị của Quân đoàn số 40 (Quân đoàn số 32 cũ) và một phần của Quân đoàn số 17, gồm sáu sư đoàn lục quân, các căn cứ quân nhu, các lữ đoàn đổ bộ số 14 và 35, 2 lữ đoàn tên lửa, 2 trung đoàn pháo binh và một lượng lớn trang thiết bị đã được rút khỏi Ural sau khi ký kết Hiệp ước về Các lực lượng Vũ trang Thông thường ở châu Âu. Đợt mở rộng lớn nhất của Quân đội Kazakhstan gần đây nhấn mạnh trên các đơn vị thiết giáp. Từ năm 1990, các đơn vị thiết giáp đã mở rộng từ 500 lên 1,613 năm 2005.
Không quân Kazakhstan gồm hầu hết là các máy bay thời Liên xô, gồm 41 MiG-29, 44 MiG-31, 37 Su-24 và 60 Su-27. Một lực lượng hải quân nhỏ cũng được duy trì tại Biển Caspian.
Kazakhstan đã gửi 49 kỹ sư quân sự tới Iraq để hỗ trợ phi vụ hậu chiến của Hoa Kỳ tại Iraq.

## Nhân khẩu

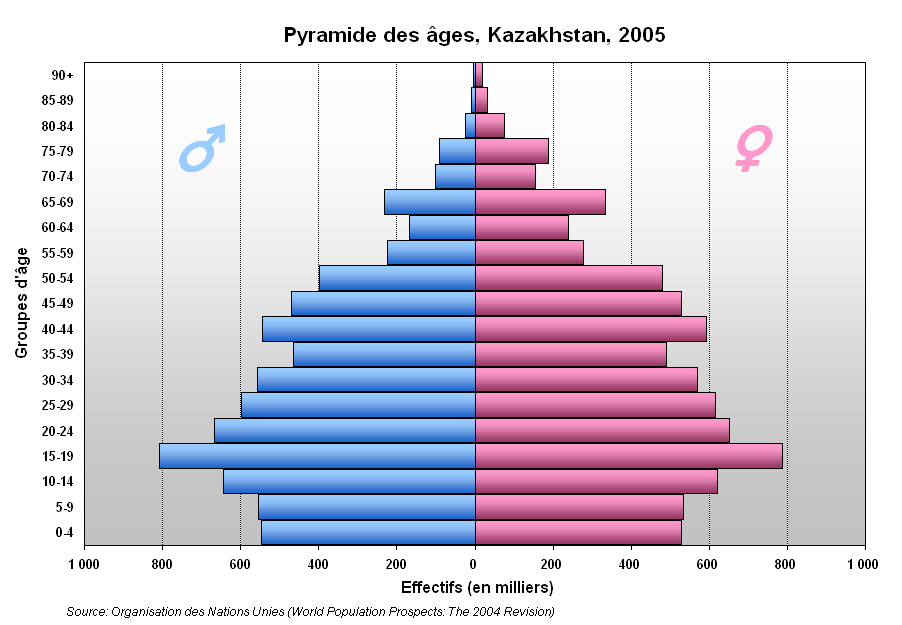
Tháp dân số, 2005

Dữ liệu của Văn phòng Thống kê Hoa Kỳ xác định dân số hiện tại của Kazakhstan là 16.763.795 người, trong khi các nguồn của Liên hiệp quốc như Ngân hàng Thế giới đưa ra con số ước tính năm 2002 là 14.794.830. Cuộc điều tra trong 10 năm gần đây, được tổ chức ngày 28 tháng 2 đến 6 tháng 3 năm 2009, đưa ra kết quả tổng cộng có 16.402.861 người đăng ký tại Kazakhstan..
Sắc tộc Kazakh chiếm 67% dân cư và sắc tộc Nga chiếm 21%, với một số lượng đáng kể các nhóm khác, gồm Tatar, Ukraina, Uzbek, Belarusia, Uyghur, Azerbaijan, Ba Lan, và Litva. Một số cộng đồng thiểu số như người Đức trước kia từng định cư tại Nga (đặc biệt là người Đức Volga), Ukrainia, Triều Tiên, Kurd, Chechen, Meskhetian Turk, và các thành phần đối lập chính trị với chính quyền Nga từng bị trục xuất tới Kazakhstan trong thập niên 1930 và 1940 bởi Stalin; một số trại lao động (Gulag) lớn của Liên xô từng tồn tại ở nước này.
Cuộc di cư đáng chú ý của người Nga cũng liên quan tới Chiến dịch Virgin Lands và chương trình vũ trụ Liên xô trong thời Khrushchev. Cũng có một cộng đồng Do Thái nhỏ nhưng khá mạnh. Trước năm 1991 có một triệu người Đức tại Kazakhstan; đa số họ đã di cư về Đức sau sự tan rã của Liên bang Xô viết. Đa số các thành viên của cộng đồng người Hy Lạp Pontian đã di cư về Hy Lạp. Hồi cuối thập niên 1930 hàng ngàn người Triều Tiên ở Liên xô đã bị trục xuất tới Trung Á. Những người này được gọi là Koryo-saram.
Kazakhstan là một quốc gia song ngữ: tiếng Kazakh, được 64.4% dân số sử dụng, có vị thế ngôn ngữ "nhà nước", trong khi tiếng Nga, được hầu hết người Kazakhstan sử dụng, được tuyên bố là ngôn ngữ "chính thức", và hiện nó được sử dụng trong giao dịch kinh tế hàng ngày. Tiếng Anh cũng phổ biến trong giới trẻ từ khi Liên bang Xô viết sụp đổ và 30% người dân thành thị, đặc biệt là các thế hệ trẻ nói thông thạo tiếng Anh, các ngoại ngữ khác cũng được sử dụng ở một số mức độ trong cộng đồng người Kazakhstan là tiếng Thổ Nhĩ Kỳ, bởi sự tương đồng của nó với ngôn ngữ nhà nước của Kazakhstan, tiếng Kazakh.

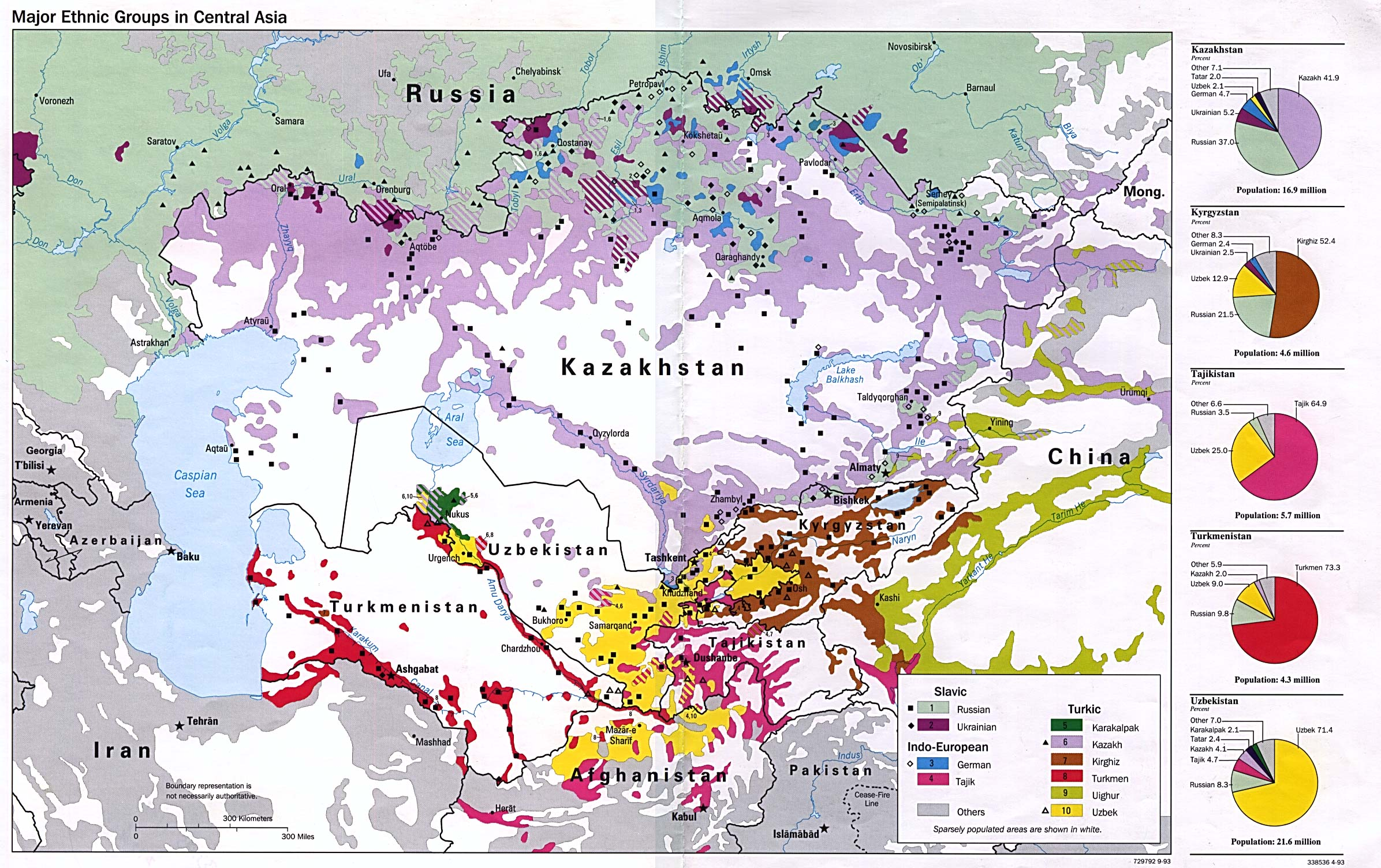
Bản đồ ngôn ngữ vùng Trung Á

Thập niên 1990 được đánh dấu bởi cuộc di cư của nhiều người Nga và người Đức Volga khỏi Kazakhstan, một quá trình đã bắt đầu từ thập niên 1970; đây là một yếu tố chính khiến những người bản địa Kazakh trở thành một cộng đồng đa số cùng với một tỷ lệ sinh của người Kazakh lớn hơn và sắc tộc Kazakh nhập cư từ Cộng hoà Nhân dân Trung Hoa, Mông Cổ, và Nga.
Đầu thế kỷ XXI, Kazakhstan đã trở thành quốc gia đứng hàng đầu về nhận con nuôi quốc tế. Gần đây điều này đã gây ra một số sự chỉ trích trong nghị viện Kazakhstan, vì những lo ngại về độ an toàn và sự đối xử với trẻ em nước ngoài và những câu hỏi liên quan tới mức độ dân số thấp tại Kazakhstan.

### Thuật ngữ
Thuật ngữ Kazakhstani (tiếng Kazakh: қазақстандықтар, Qazaqstandıqtar; tiếng Nga: казахстанцы, kazakhstantsy) được đặt ra để miêu tả tất cả người dân Kazakhstan, gồm cả người phi Kazakh. Từ "Kazakh" nói chung được sử dụng để chỉ người thực tế có dòng dõi Kazakh (gồm cả những người sống ở Trung Quốc, Afghanistan, Thổ Nhĩ Kỳ, Uzbekistan và các quốc gia khác).
Từ Kazakh xuất xứ từ một từ Thổ cổ có nghĩa "độc lập, một tinh thần tự do". Nó là kết quả của nền văn hoá du mục trên lưng ngựa của người Kazakh. Từ Avestan/Tiếng Ba Tư Cổ (Xem Các ngôn ngữ Ấn-Âu) "-stan" có nghĩa "vùng đất" hay "nơi của", vì thế "Kazakhstan" là "vùng đất của người Kazakh".

### Tôn giáo
| Tôn giáo tại Kazakhstan (2010) | Tôn giáo tại Kazakhstan (2010) | Tôn giáo tại Kazakhstan (2010) | Tôn giáo tại Kazakhstan (2010) | Tôn giáo tại Kazakhstan (2010) |
| ------------------------------ | ------------------------------ | ------------------------------ | ------------------------------ | ------------------------------ |
|                                |                                |                                |                                |                                |
| Hồi giáo                       | Hồi giáo                       |                                | 70.4%                          | 70.4%                          |
| Công giáo Roma                 | Công giáo Roma                 |                                | 24.7%                          | 24.7%                          |
| Vô thần                        | Vô thần                        |                                | 4.2%                           | 4.2%                           |
| Tín ngưỡng                     | Tín ngưỡng                     |                                | 0.3%                           | 0.3%                           |
| Phật giáo                      | Phật giáo                      |                                | 0.2%                           | 0.2%                           |
| Không tôn giáo                 | Không tôn giáo                 |                                | 0.1%                           | 0.1%                           |

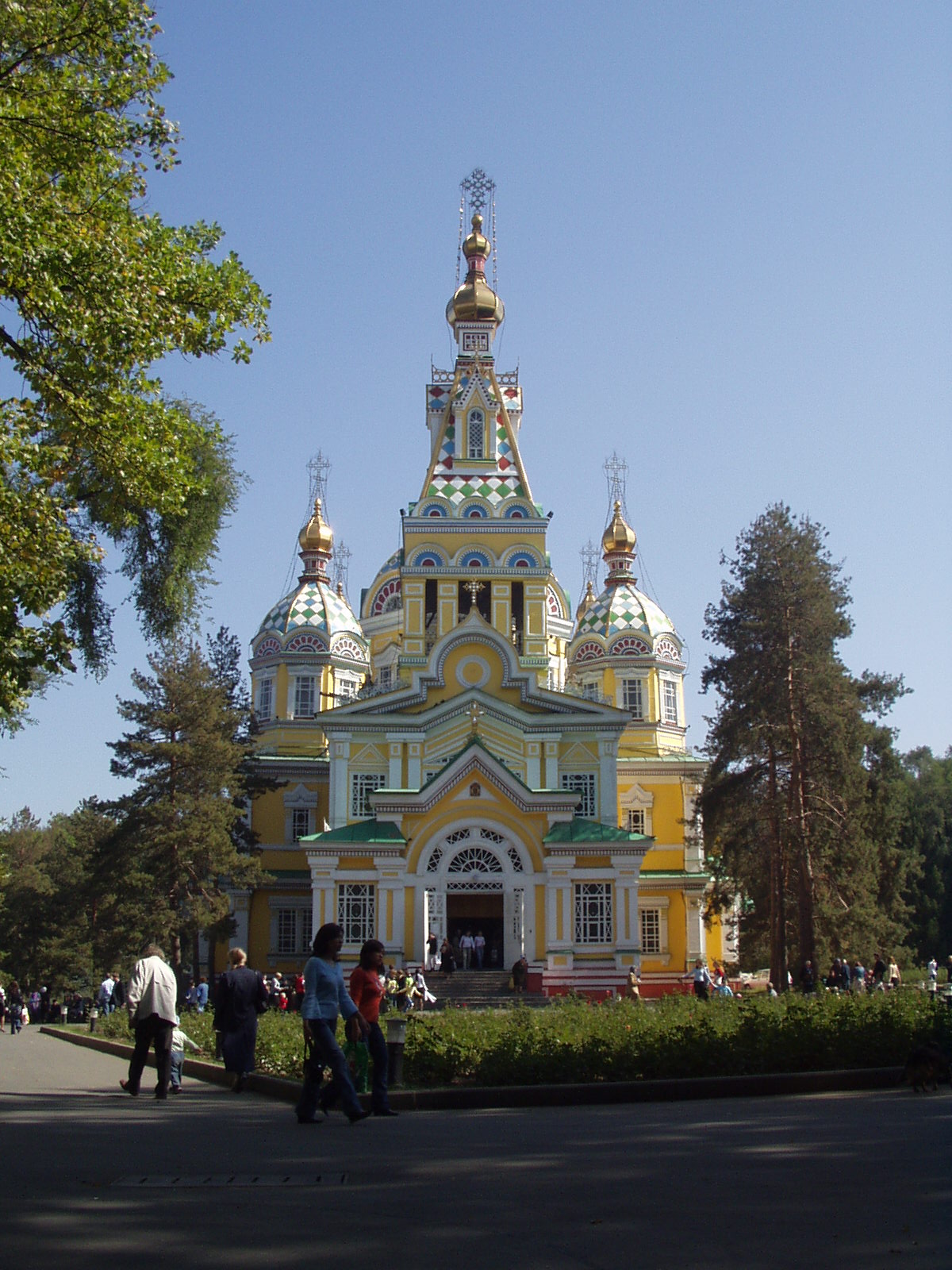
Nhà thờ Thăng thiên ở Almaty

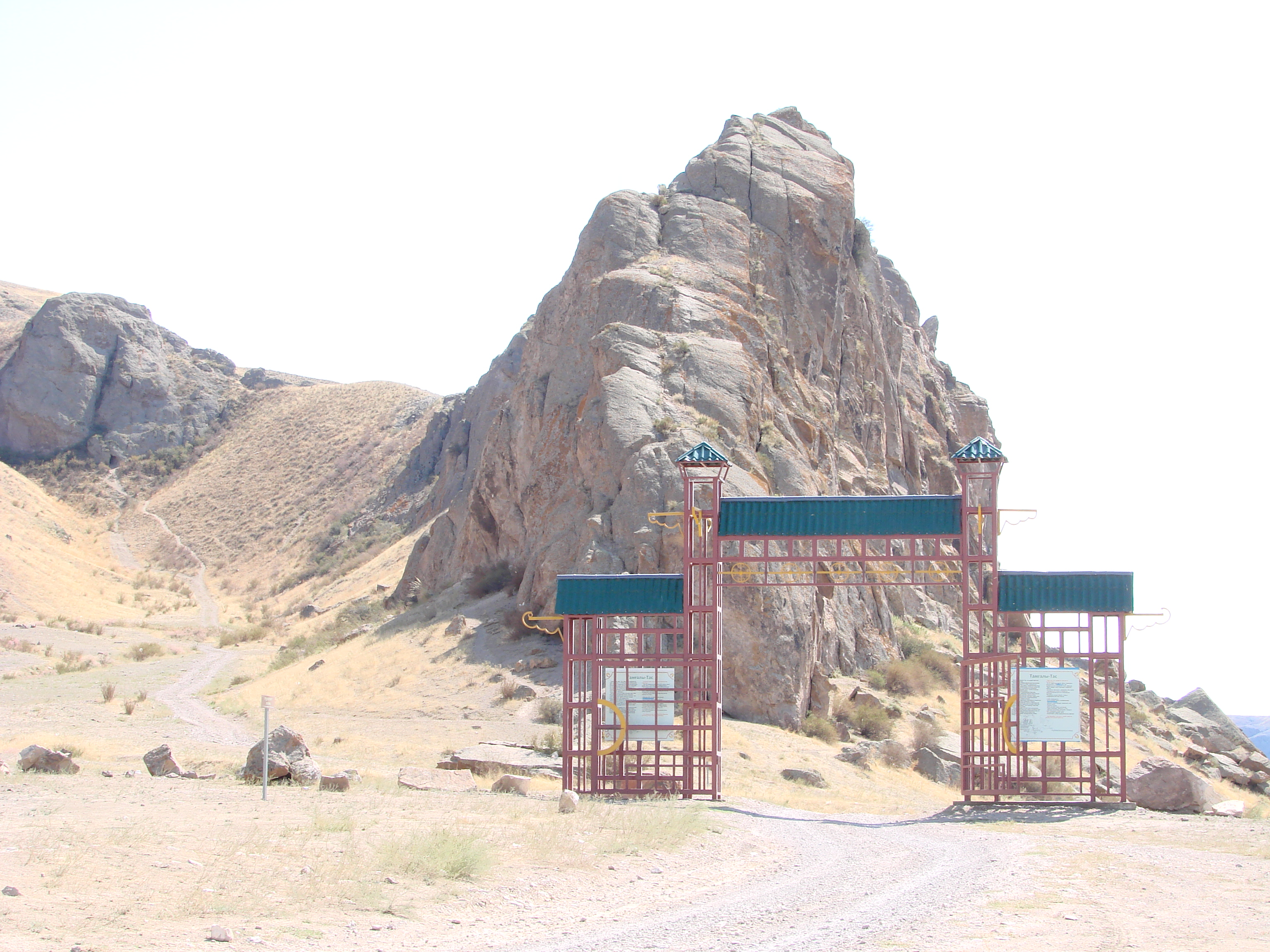
Đền Phật giáo tại Tỉnh Almaty

Hồi giáo là tôn giáo chính và lớn nhất tại Kazakhstan. Sau nhiều thập kỷ đàn áp tôn giáo của chính quyền Liên xô, nền độc lập giành được đã mang lại một sự phát triển mạnh trong sự thể hiện bản sắc sắc tộc, một phần thông qua tôn giáo. Việc tự do thực thi các tín ngưỡng tôn giáo và sự thiết lập quyền tự do tôn giáo hoàn toàn đã dẫn tới một sự gia tăng các hoạt động tôn giáo. Hàng trăm thánh đường Hồi giáo, nhà thờ, giáo đường Do Thái, và các công trình tôn giáo khác được xây dựng trong vài năm, với số lượng các hiệp hội tôn giáo tăng từ 670 năm 1990 lên 4,170 hiện nay.
Xấp xỉ 65% dân số là tín đồ Hồi giáo, chủ yếu là người thuộc sắc tộc Kazakh, chiếm hơn một nửa dân số, cũng như các sắc tộc Uzbek, Uighur, và Tatar. Đa số theo dòng Hồi giáo Sunni của trường phái Hanafi. Chưa tới 1% thuộc trường phái Shafi'i Sunni (chủ yếu là người Chechen). Vùng phía nam đất nước có mức độ tập trung đông nhất số người tự coi mình là tín đồ Hồi giáo. Tổng cộng có 2,300 nhà thờ Hồi giáo, tất cả đều thuộc "Hiệp hội Tôn gáo của người Hồi giáo Kazakhstan", đứng đầu là một mufti tối cao. Eid al-Adha được công nhận là một ngày lễ quốc gia.
Một phần ba dân số là người Nga, gồm cả sắc tộc Ukrainia và Belarusia, và theo truyền thống theo đạo chính thống Nga. Các nhóm Thiên chúa giáo khác gồm Cơ đốc giáo La mã, Nhà thờ Chính thống Hy Lạp, Baptist và các phái Tin lành khác. Tổng cộng có 258 nhà thờ Chính thống, 93 nhà thờ Cơ đốc, và hơn 500 nhà thờ Tin lành và các nhà cầu nguyện. Lễ Noel của Nhà thờ Chính thống Nga được công nhận là một ngày lễ quốc gia tại Kazakhstan. Các nhóm tôn giáo khác gồm Do Thái (chưa tới 1%), và một số Hare Krishna và Phật giáo.

## Giáo dục

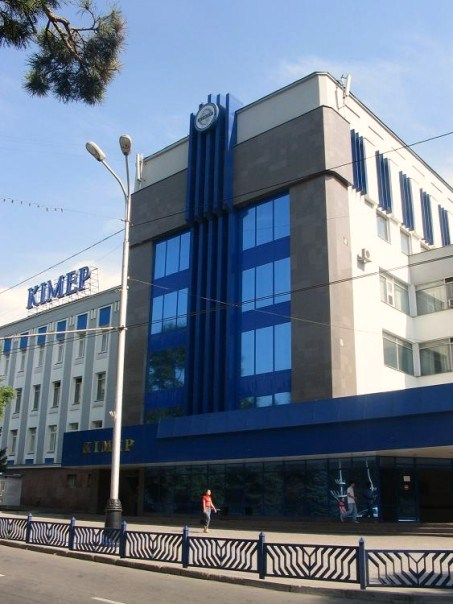
KIMEP tại Almaty

Giáo dục là phổ thông và bắt buộc cho tới cấp hai và tỷ lệ biết chữ ở người trưởng thành là 99.5%. Giáo dục gồm ba giai đoạn chính: giáo dục tiểu học (lớp 1–4), giáo dục cơ bản chung (lớp 5–9) và giáo dục trung học (lớp 10–11 hay 12) được chia thành các cấp giáo dục tiếp nối chung và giáo dục chuyên nghiệp. (Giáo dục tiểu học có một năm chuẩn bị.) Các cấp giáo dục này có thể được theo ở một hay nhiều các cơ sở khác biệt (ví dụ trường tiểu học, sau đó là trường cấp hai). Gần đây, nhiều trường cấp hai, trường chuyên nghiệp, magnet school, trường thể dục, lyceum, ngôn ngữ và thể dục kỹ thuật đã được thành lập. Giáo dục chuyên nghiệp cấp hai được cung cấp tại các cơ sở chuyên nghiệp đặc biệt hay các trường kỹ thuật, lyceum hay cao đẳng và trường dạy nghề.
Hiện tại, có các trường đại học, viện hàn lâm, và viện, nhạc viện, trường cao học và cao đẳng. Chúng có ba cấp chính: giáo dục cao học căn bản cung cấp những kiến thức nền tảng của lĩnh vực học tập lựa chọn và người tốt nghiệp sẽ được cấp bằng đại học; giáo dục cao học chuyên nghiệp theo đó sinh viên sẽ được trao Bằng chuyên viên; và giáo dục sư phạm khoa học với Bằng Master. Giáo dục sau đại học với Kandidat nauk (Candidate of Sciences) và Tiến sĩ Khoa học. Với việc thông qua Luật về Giáo dục và Giáo dục Cao học, một lĩnh vực tư nhân đã được thành lập và nhiều định chế tư nhân đã được cấp phép hoạt động.
Bộ Giáo dục Kazakhstan điều hành một chương trình học bổng Bolashak rất thành công, hàng năm trao xấp xỉ 3000 suất học bổng cho các sinh viên. Quỹ cung cấp học bổng cho việc theo học ở các trường nước ngoài, gồm cả các trường đại học danh tiếng ở University College London, Oxford và Ivy League. Các điều khoản của chương trình gồm việc bắt buộc quay trở về Kazakhstan để làm việc trong ít nhất năm năm.

## Thể thao
Ủy ban Olympic quốc gia Cộng hòa Kazakhstan là thành viên của Hội đồng Olympic châu Á. Kazakhstan là chủ nhà của Đại hội thể thao mùa đông châu Á năm 2011.

Bóng đá là môn thể thao phổ biến nhất tại Kazakhstan. Liên đoàn Bóng đá Kazakhstan (FFK) là cơ quan quản lý quốc gia của bộ môn này. FFK tổ chức các đội bóng đá nam nữ và các đội tuyển futsal quốc gia. Tuy nhiên vì FFK là thành viên của Liên đoàn Bóng đá Châu Âu (UEFA), Kazakhstan không được tham gia môn bóng đá tại các kỳ Đại hội thể thao châu Á.

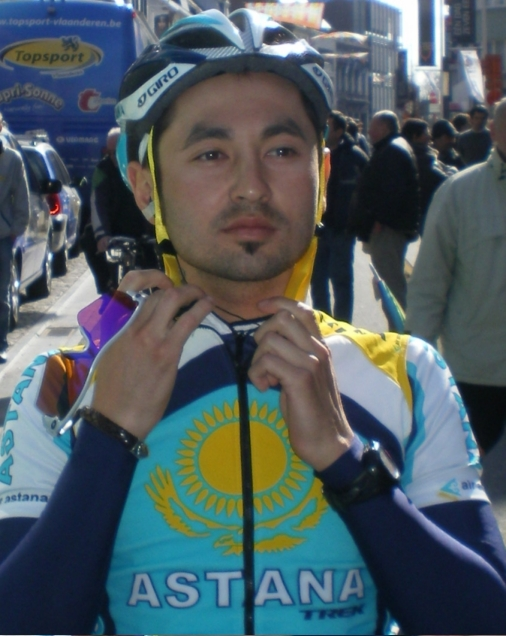
Assan Bazayev, vận động viên đua xe đạp của đội AST năm 2009

Hockey trên băng - Đội tuyển hockey trên băng Kazakhstan đã tham gia tranh tài tại các Olympic mùa đông năm 1998 và 2006 cũng như Giải vô địch Hockey trên Băng Thế giới năm 2006 Kazakhstan có 7 đội tuyển. Các đội là Kaztsink-Torpedo Ust-Kamenogorsk, Kazakhmys Satpayev, Gornyak Rudnyi, Barys Astana, Irtysh Pavlodar, Yenbek Almaty, Sary-Arka Qaragandy.
Các vận động viên hockey trên băng hàng đầu Kazakhstan gồm Nikolai Antropov và Evgeni Nabokov. Barys Astana - một đội tuyển hockey trên băng chuyên nghiệp nổi tiếng tham gia tranh tài trong Kontinental Hockey League.
Đua xe đạp - Vận động viên đua xe đạp nổi tiếng nhất Kazakhstan là Alexander Vinokourov, và đua xe đạp là hoạt động phổ biến trong cả nước. Vinokourov có thành tích ấn tượng khi thi đấu cho các đội tuyển Telekom/T-Mobile khi bắt đầu sự nghiệp. Anh đã giành huy chương bạc trên đường đua tại Olympic Sydney năm 2000 và về ba tổng thành tích tại Tour de France năm 2003. Sau khi chuyển sang đội Liberty Seguros, Vinokourov đã về thứ 5 tại Tour de France năm 2005, trong khi hai vận động viên trẻ người Kazakhstan khác, Andrej Kashechkin và Maksim Iglinskiy, về thứ 19 và 37. Năm 2006 đội của Vinokourov được đổi tên thành ONC sau một vụ scandal doping buộc đội Liberty Seguros phải rời Tour de France năm 2006. Vinokourov sau đó đã góp sức thành lập một đội mới, Astana, lấy theo tên thành phố thủ đô Kazakhstan và được một nhóm các doanh nghiệp Kazakhstan tài trợ, họ sử dụng màu lá cờ Kazakhstan làm màu chính cho trang phục của đội. Cùng năm ấy Vinokourov và Kashechkin về nhất và thứ ba tổng sắp tại Vuelta a España năm 2006 ở Tây Ban Nha.
Tháng 7 năm 2007, Vinokourov đã bị thử nghiệm dương tính với doping máu trong Tour de France năm 2007 và bị loại khỏi cuộc đua, dù anh đang dẫn đầu ở thời điểm đó. Anh chỉ bị liên đoàn đua xe đạp Kazakhstan cấm thi đấu một năm, nhưng UCI (Liên đoàn Đua xe đạp Quốc tế) đã tăng thời hạn lên thành hai năm. Ngoài ra, Kashechkin cũng bị phát hiện có liên quan tới doping máu và cũng bị cấm thi đấu hai năm, và Astana sau đó đã bị cấm tham gia Tour de France 2008. Ở thời điểm đó, Vinokourov đã tuyên bố nghỉ thi đấu.
Đội đua xe đạp Astana tiếp tục hoạt động dưới bộ máy quản lý mới và tiếp tục gồm các vận động viên đua xe Kazakhstan tham gia vào Grand Tours, dù vị trí lãnh đạo đội đã được chuyển cho Alberto Contador người Tây Ban Nha và Lance Armstrong và Levi Leipheimer người Mỹ. Tuy nhiên, tháng 9 năm 2008, Vinokourov thông báo ý định quay trở lại thi đấu năm 2009, và anh đã quay trở lại vào tháng 8 năm 2009, dù vẫn không được phép tái gia nhập Astana.
Đấm bốc - Từ khi giành độc lập năm 1991, các vận động viên đấm bốc Kazakhstan đã giành nhiều huy chương. Nhờ thế Kazakhstan nhanh chóng có số lượng huy chương lớn chưa từng có nhờ môn đấm bốc tại các kỳ Olympic, nơi nước này đã nhảy từ những hạng cuối cùng lên vị trí thứ 11 hiện tại trong số các quốc gia tham dự. Hiện tại, 2 vận động viên đấm bốc Kazakhstan (Bakhtiyar Artayev, Vassiliy Jirov) đã giành được Val Barker Trophy, đưa Kazakhstan lên đứng thứ hai với chỉ 3 huy chương phía sau Hoa Kỳ.
Khúc côn cầu - Đội tuyển quốc gia nằm trong số những đội tuyển mạnh nhất và đã hai lần giành huy chương đồng tại Bandy World Championships. Trong thời Liên xô, Dynamo Alma-Ata đã giành chức vô địch quốc gia năm 1977 và 1990.

## Văn hoá

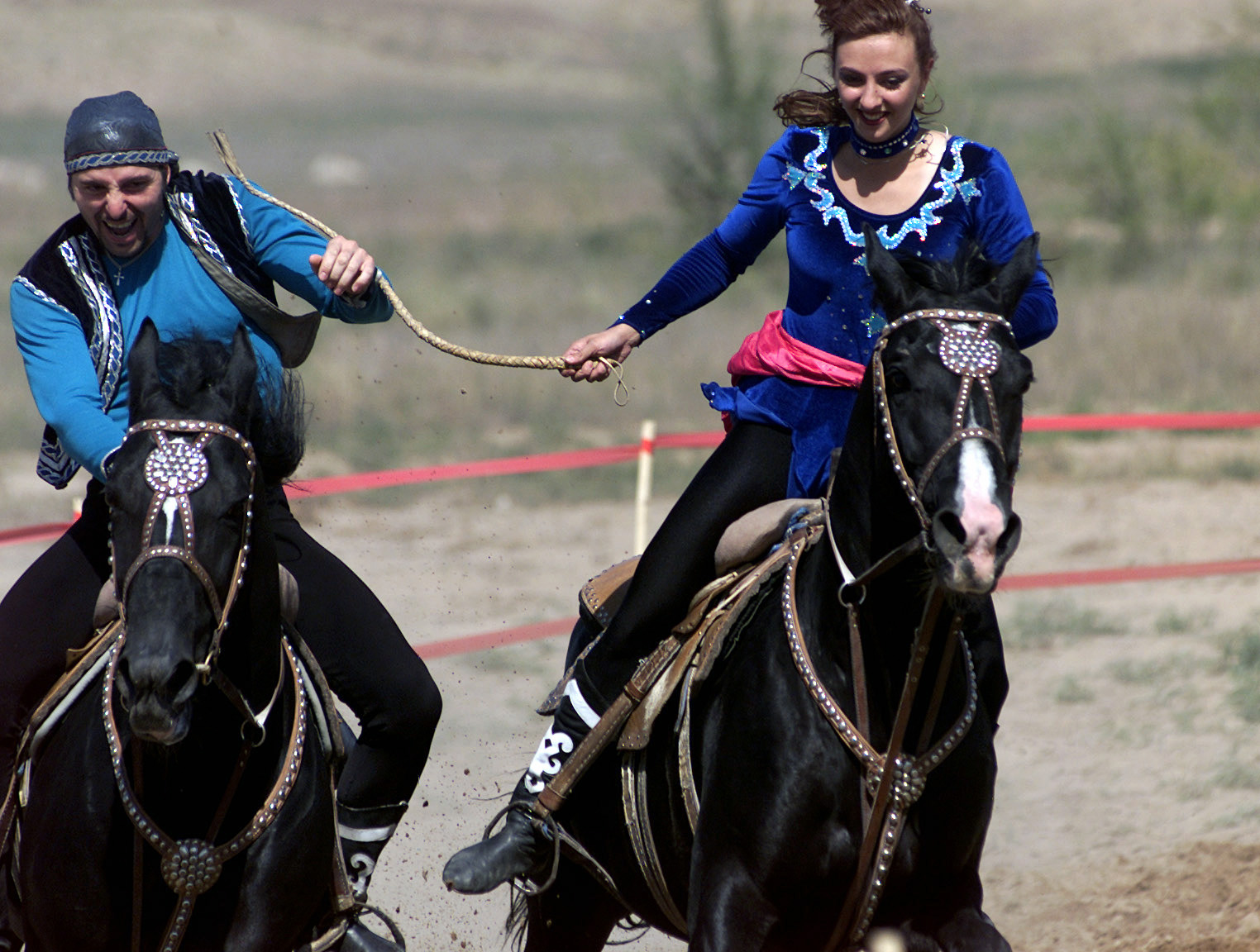
Các kỵ sĩ trong trang phục truyền thống thể hiện nền văn hoá cưỡi ngựa Kazakhstan khi chơi hôn, Kyz kuu ("Đuổi theo cô gái"), một trong những trò chơi truyền thống trên lưng ngựa.

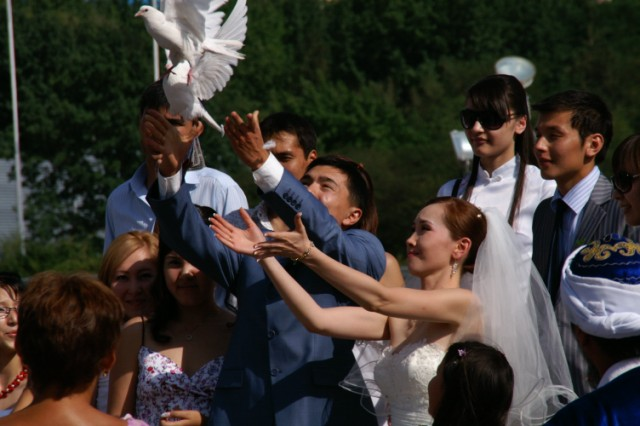
Một bữa tiệc cưới của người Kazakh tại Almaty

Trước thời cai trị của Đế quốc Nga, người Kazakh đã có một nền văn hoá rất phát triển dựa trên nền kinh tế chăn thả du mục của họ. Dù Đạo Hồi đã trở thành tôn giáo của hầu hết người Kazakh ở thế kỷ mười lăm, tôn giáo này mãi tới tận sau này vẫn chưa hoàn toàn đồng hoá. Vì thế, nó cùng tồn tại với các yếu tố trước đây của Tengriism.
Đức tin truyền thống Kazakh cho rằng các linh hồn riêng biệt sinh sống và vận động trên Trái Đất, bầu trời, nước và lửa, cũng như các loài thú nuôi. Tới ngày nay, các buổi lễ dành cho những vị khách đặc biệt tại các vùng nông thôn thường diễn ra như một ngày lễ giết cừu sống. Những vị khách đó thỉnh thoảng được yêu cầu cắt tiết cừu và xin linh hồn của nó cho phép tham dự bữa tiệc bằng thịt của nó. Bên cạnh cừu, nhiều loại thực phẩm truyền thống khác vẫn giữ giá trị biểu tượng trong văn hoá Kazakh.
Trong ẩm thực quốc gia, thịt gia súc có thể được nấu theo nhiều cách và thường được dùng với nhiều loại bánh mì truyền thống. Thức uống thường gồm chè đen và các loại đồ uống từ sửa truyền thống như ayran, shubat và kymyz. Một bữa tối truyền thống của người Kazakh thường gồm nhiều món khai vị trên bàn, tiếp đó là một bát súp và một hay hai món chính như cơm thập cẩm và beshbarmak. Họ cũng uống loại đồ uống truyền thống của mình, từ sửa ngựa lên men.
Vì gia súc là yếu tố trung tâm của phong cách sống truyền thống của người Kazakhs, đa số các lễ nghi, phong tục du mục của họ đều liên quan ở một số mặt tới gia súc. Người Kazakh trong truyền thống rất chuộng môn cưỡi ngựa. Những lời nguyền rủa và chúc phúc truyền thống đều liên quan tới bệnh dịch hay một sự mắn đẻ của các loài gia súc, và cách xử sự tốt là một người đầu tiên hỏi về sức khoẻ của gia súc của một người khác khi chào đón anh ta và chỉ sau đó mới hỏi về cuộc sống của nhau. Thậm chí ngày nay, nhiều người Kazakh vẫn thể hiện sự quan tâm tới truyền thống cưỡi ngựa và đua ngựa.
Kazakhstan là quê hương của nhiều nhân vật có đóng góp to lớn vào văn học, khoa học và triết học: Abay Qunanbayuli, Al-Farabi, Mukhtar Auezov, Gabit Musirepov, Kanysh Satpayev, Mukhtar Shakhanov, Saken Seyfullin, Jambyl Jabayev, cùng nhiều người khác.
Kazakhstan đã phát triển như một thế lực đáng chú ý về thể thao trên trường quốc tế ở những môn sau: đấm bốc, cờ vua, kickbox, trượt tuyết, thể dục, water-polo, đua xe đạp, võ thuật, điền kinh hạng nặng, cưỡi ngựa, ba môn phối hợp, chạy vượt rào, sambo, vật kiểu Hy Lạp-La Mã và billiards. Sau đây là những vận động viên thể thao Kazakhstani nổi tiếng và những người từng đạt huy chương thế giới: Bekzat Sattarkhanov, Vassiliy Jirov, Alexander Vinokourov, Bulat Jumadilov, Mukhtarkhan Dildabekov, Olga Shishigina, Andrey Kashechkin, Aliya Yussupova, Dmitriy Karpov, Darmen Sadvakasov, Yeldos Ikhsangaliyev, Aidar Kabimollayev, Yermakhan Ibraimov, Vladimir Smirnov, và những người khác.
Kazakhstan có một nền âm nhạc sôi động, bằng chứng là sự nổi tiếng của SuperStar KZ, một phiên bản địa phương của Pop Idol của Simon Fuller. Almaty được coi là thủ đô âm nhạc Trung Á, gần đây đã tổ chức những buổi biểu diễn của các nghệ sĩ nổi tiếng như Deep Purple, Tokio Hotel, Atomic Kitten, Dima Bilan, Loon, Craig David, The Black Eyed Peas, Eros Ramazzotti, Jose Carreras, Ace of Base, và những người khác.
Trong những năm gần đây, Kazakhstan đã trải qua cái có thể gọi là một sự phục hồi của ngôn ngữ Kazakh, quay lại với việc sử dụng ngôn ngữ Kazakh trong chính thống cả trong truyền thông, pháp luật và kinh doanh, cũng như trong xã hội nói chung. Điều này được người dân Kazakh và các tổ chức quốc tế ủng hộ mạnh mẽ, coi đó là một sự bảo tồn bản sắc và văn hoá quốc gia, nhưng trong một số trường hợp đã gây ra sự lo ngại của những người Nga-Kazakhstanis, Các nhóm quyền lợi đặc biệt được Nga hậu thuẫn ở Kazakhstan và một số quan chức chính trị cao cấp ở Nga.
Nghị viện đang xem xét việc đưa bảng chữ cái Kazakh dựa trên tiếng Latinh vào thay thế bảng chữ cái ký tự Cyrill. Các lý do thường được đưa ra là những sự cân nhắc về văn hoá và bản sắc tự nhiên Turkic của ngôn ngữ Kazakh. Các ngôn ngữ Turkic như tiếng Thổ Nhĩ Kỳ và tiếng Uzbek sử dụng bảng chữ cái Latinh. Tuy nhiên, việc đưa bảng chữ cái Latinh vào sử dụng ở Kazakhstan sẽ dẫn tới những khoản chi phí rất lớn cho việc chuyển tự và thay thế số lượng to lớn của nền văn học Kazakh.

### Ngày nghỉ lễ
| Ngày                    | Tên tiếng Anh                                                              | Tên địa phương                                                                       | Ghi chú |
| ----------------------- | -------------------------------------------------------------------------- | ------------------------------------------------------------------------------------ | --- |
| 1 tháng 1               | Năm mới                                                                    | Жаңа жыл / Новый Год                                                                 | |
| 7 tháng 1               | Giáng sinh Chính thống giáo phía đông                                      | Рождество Христово                                                                   | từ năm 2007 ngày lễ chính thức                                                                                                 |
| Ngày cuối cùng của Hajj | Qurban Ayt*                                                                | Құрбан айт                                                                           | từ năm 2007 ngày lễ chính thức                                                                                                 |
| 8 tháng 3               | Ngày Quốc tế Phụ nữ                                                        | Халықаралық әйелдер күні / Международный женский день                                | |
| 22 tháng 3              | Nauryz Meyramy                                                             | Наурыз мейрамы                                                                       | Theo truyền thống là một ngày lễ vào mùa xuân đánh dấu sự bắt đầu một năm mới, thỉnh thoảng diễn ra muộn tận ngày 21 tháng 4.  |
| 1 tháng 5               | Ngày Thống nhất của Nhân dân Kazakhstan                                    | Қазақстан халқының бірлігі мерекесі / Праздник единства народа Казахстана            | |
| 9 tháng 5               | Ngày Chiến thắng Chủ nghĩa Phát xít trong Cuộc chiến tranh Giữ nước Vĩ đại | Жеңіс күні / День Победы                                                             | Một ngày lễ ở Liên xô cũ vẫn được đón chào hiện nay ở Kazakhstan và các nước cộng hoà cũ (Ngoại trừ các Quốc gia vùng Baltic). |
| 6 tháng 7               | Ngày Thành phố Thủ đô                                                      | Астана күні / День столицы                                                           | Ngày sinh Tổng thống Đầu tiên                                                                                                  |
| 30 tháng 8              | Ngày Hiến pháp                                                             | Қазақстан Республикасының Конституциясы күні / День Конституции Республики Казахстан | |
| 16 tháng 12             | Ngày Độc lập                                                               | Тәуелсіздік күні / День независимости                                                | |

* Eid al-Adha, Lễ hội Hy sinh của Hồi giáo.